# Bodums landskommun
Bodums landskommun var en tidigare kommun i Västernorrlands län. 

## Administrativ historik
Bodums landskommun inrättades den 1 januari 1863 i Bodums socken i Fjällsjö tingslag i Ångermanland  när 1862 års kommunalförordningar trädde i kraft.
Den upphörde vid kommunreformen 1952, då den gick upp i Fjällsjö landskommun. Sedan 1974 tillhör området Strömsunds kommun och Jämtlands län.

## Kommunvapen
Bodums landskommun förde inte något vapen.

## Se även

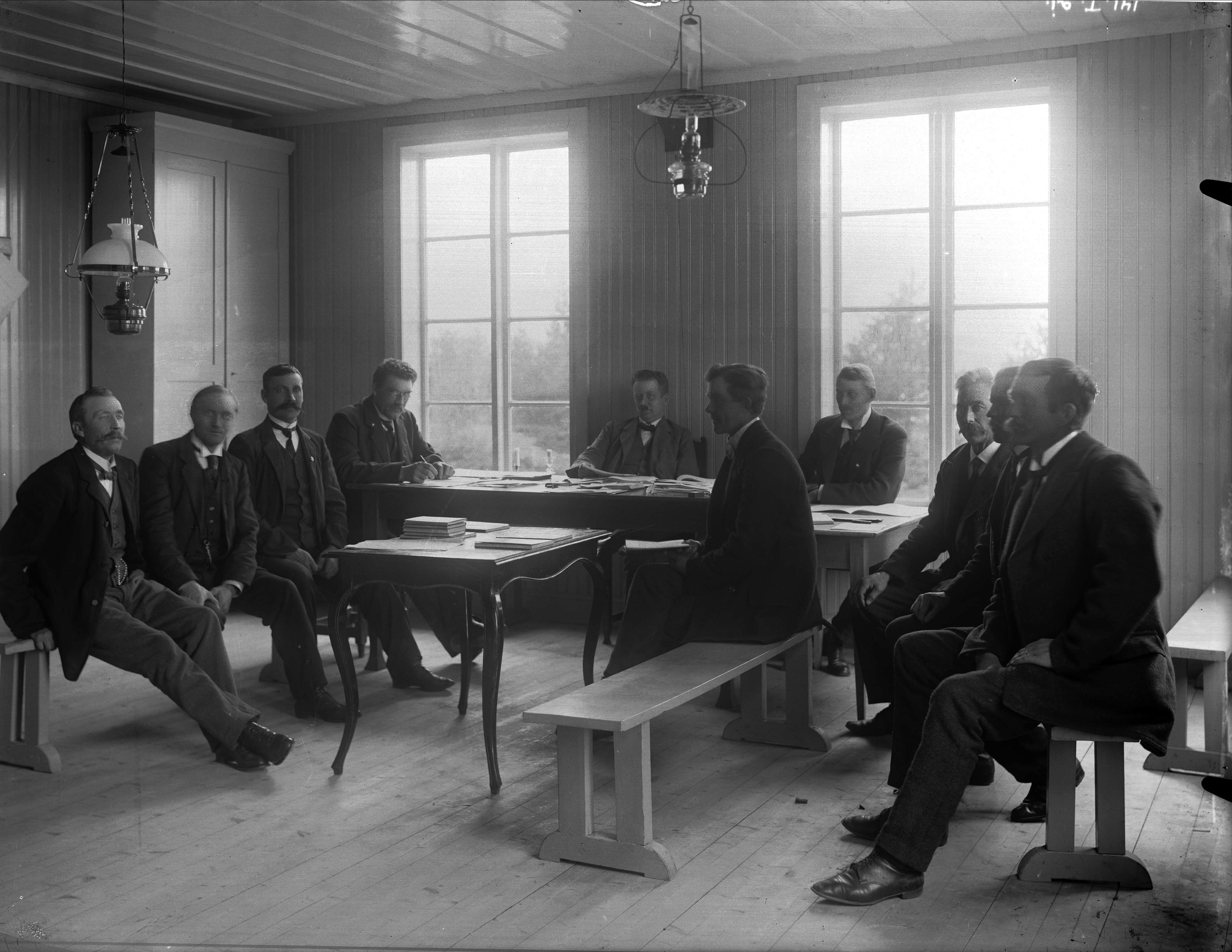
Kommunalstämma i Bodum omkring 1900-1910.

## Politik

### Mandatfördelning i valen 1938-1946
| 3 | 9 | 5 | 3 |

| 19 |

| 4 | 10 | 4 | 2 |

| 18 |

| 6 | 9 | 1 | 4 |

| 18 |